# ASTERIG
ASTERIG è l'acronimo di Assessment Tool to Measure and Evaluate the Risk Potential of Gambling Products. È stato inizialmente sviluppato in Germania dal 2006 al 2010 e validato a livello mondiale nel 2013 sotto la direzione della Columbia University, New York, USA.

## Contesto
Il gioco d'azzardo e le scommesse rappresentano una parte importante della vita di molte persone in quanto sono attività che in tutto il mondo piacciono molto. Tuttavia, ogni tipo di gioco d’azzardo e scommessa può avere conseguenze negative; alcuni individui sviluppano un comportamento di gioco ricorrente ed disadattativo che può evolversi in gioco d'azzardo patologico. Il rischio individuale dipende dalla personalità del giocatore e dalle caratteristiche del tipo di gioco. Pertanto, il rischio di sviluppare dipendenza ad esempio da una lotteria dovrebbe sostanzialmente essere differente da quello di una slot machine, laddove criteri come l’ammontare e la frequenza di un jackpot o il tipo di offerta (offline rispetto a online) possono influenzare in modo significativo il potenziale di rischio.
Il comportamento di gioco problematico è più di un semplice problema individuale. È spesso associato a perdite finanziarie, disgregazione delle famiglie colpite e delle relazioni interpersonali ed è accompagnato da disturbi psichiatrici. Quindi può evolversi in una questione sociale che riguarda l'intero ambiente personale del giocatore patologico o perfino la rispettiva economia nazionale.

## ASTERIG
ASTERIG è uno strumento di misurazione e valutazione sistematico per valutare il potenziale di rischio di dipendenza di diversi tipi di gioco d'azzardo. Lo strumento utilizza punteggi numerici per misurare quanto può essere alto il potenziale di rischio di dipendenza di una specifica tipologia di gioco d'azzardo e evidenzia in quale area  si trova il potenziale di rischio specifico di ogni singolo tipo di gioco d'azzardo. Pertanto, vengono presi in considerazione e ponderati in base alla forza della loro influenza, dieci parametri intercorrelati in modo non rilevante. Ciò consente quindi un confronto matematico-obiettivo degli eventuali potenziali di rischio di dipendenza tra tipi di gioco diversi o anche simili. Inoltre, ASTERIG mette in evidenza dove esattamente, ovvero, in quale caratteristica o caratteristiche del rispettivo gioco d'azzardo, il potenziale di rischio di dipendenza può essere stimolato o ridotto.
ASTERIG offre la possibilità di condurre un confronto quantitativo sotto forma di uno strumento di misurazione e valutazione sistematico con punteggi comparabili, più specificamente, una scala comparativamente valutabile. Lo strumento aiuta sia i legislatori che la giurisprudenza, nonché la pratica amministrativa nelle Nazioni e negli Stati, che autorizzano e offrono pubblicamente il gioco d'azzardo e le scommesse. Una classificazione scientificamente fondata dei tipi di gioco d'azzardo in livelli di rischio comparativamente misurabili è opinione condivisa, anche in un contesto internazionale. Ricerche simili sono state condotte nel Regno Unito, in Finlandia e in Svezia. Ma poiché le loro basi teoriche o empiriche non sono ancora state pubblicate, la valutazione scientifica di questi strumenti è ancora difficile.
ASTERIG è stato sviluppato e validato a livello mondiale da:
| Esperto            | Nazione | Istituzione                                                                                                  |
| ------------------ | ------- | --- |
| Carlos Blanco      | USA     | Dipartimento di Psichiatria Columbia University, Istituto Psichiatrico dello Stato di New York               |
| Alex Blaszczynski  | AUS     | Università di Sydney, Scuola di Psicologia                                                                   |
| Reiner Clement     | GE      | Università Bonn-Rhein-Sieg                                                                                   |
| Jeffrey Derevensky | CAN     | McGill University, Centro Internazionale per il Gioco Problematico Giovanile e Comportamenti ad Alto Rischio |
| Anna E. Goudriaan  | NL      | Università di Amsterdam, Centro Medico Accademico                                                            |
| David C. Hodgins   | CAN     | Università di Calgary, Dipartimento di Psicologia                                                            |
| Ruth J. van Holst  | NL      | Università di Amsterdam, Centro Medico Accademico                                                            |
| Ángela Ibáñez      | ESP     | Università di Alcala, Dipartimento di Psichiatria, Ospedale Ramon y Cajal                                    |
| Silvia S. Martins  | USA     | Columbia University, Scuola di Salute Pubblica Mailman                                                       |
| Chantal Moersen    | GE      | Charité Berlin                                                                                               |
| Sabrina Molinaro   | I       | CNR – Istituto di Fisiologia Clinica Sezione di Epidemiologia Pisa                                           |
| Adrian Parke       | UK      | Università di Lincoln                                                                                        |
| Franz W. Peren     | GE      | Università Bonn-Rhein-Sieg                                                                                   |
| Nancy M. Petry     | USA     | Università del Connecticut, Centro per la Salute                                                             |
| Heather Wardle     | UK      | Centro Nazionale di Ricerche Sociali                                                                         |